# US mulhousienne
 (septembre 2019).
L'US Mulhouse est un club de volleyball de Mulhouse (Haut-Rhin).
L'équipe masculine a joué au plus haut échelon national (Nationale 1A) pendant les saisons 1985-1986, 1987-1988 et 1986-1987.
En 2014-2015, elle participe au championnat de France de Nationale 3.